# Llengües kra-dai
Les llengües kradai, llengües kadai o llengües taikadai, són una família lingüística del sud-est asiàtic continental, el sud de la Xina i el nord-est de l'Índia. Tots els idiomes de la família són tonals, inclosos el tailandès i el laosià, les llengües nacionals de Tailàndia i Laos, respectivament. La família té vora 93 milions de parlants, el 60% dels quals parlen tailandès. Segons Ethnologue, de les 95 llengües, 62 pertanyen a la branca tai.

## Noms
El nom "Kra-Dai" va ser proposat per Weera Ostapirat (2000), ja que Kra i Dai són els autònims reconstruïts de les branques Kra i Tai, respectivament. "Kra-Dai" ha estat utilitzat des d'aleshores per la majoria d'especialistes que treballen en lingüística del sud-est asiàtic, inclosos Norquest (2007), Pittayaporn (2009), Baxter & Sagart (2014), i Enfield & Comrie (2015).
El nom "Tai–Kadai" també rep força us, com a Ethnologue i Glottolog, malgrat que Ostapirat (2000) i d'altres suggereixin que és un nom problemàtic i ambigu, tot preferint el nom "Kra–Dai". "Tai–Kadai" prové d'una bifurcació obsoleta de la família en dues branques, Tai i Kadai, que havia estat proposada per primera vegada per Paul K. Benedict (1942). El 1942, Benedict va identificar tres llengües kra (gelao, qabiao i lachi), juntament amb l'hlai com a llengües relacionades i les va anomenar "Kadai", a partir de les paraula ka, que significa "persona" en Gelao i Laqua i dai, un autònim pel poble Hlai. La família Kadai es va basar en l'observació que va fer Benedict del dels numerals en les llengües Kra i Hlai, que s'assemblaven a l'austronesi. Tanmateix, aquesta classificació és considerada obsoleta després que Ostapirat (2000) demostrés la coherència de la branca Kra, que no subagrupa amb la branca Hlai com havia proposat Benedict (1942). "Kadai" s'utilitza de vegades per referir-se a tota la família Kra-Dai.
Roger Blench, per la seva banda, fa ús del nom "Daic".

## Orígens

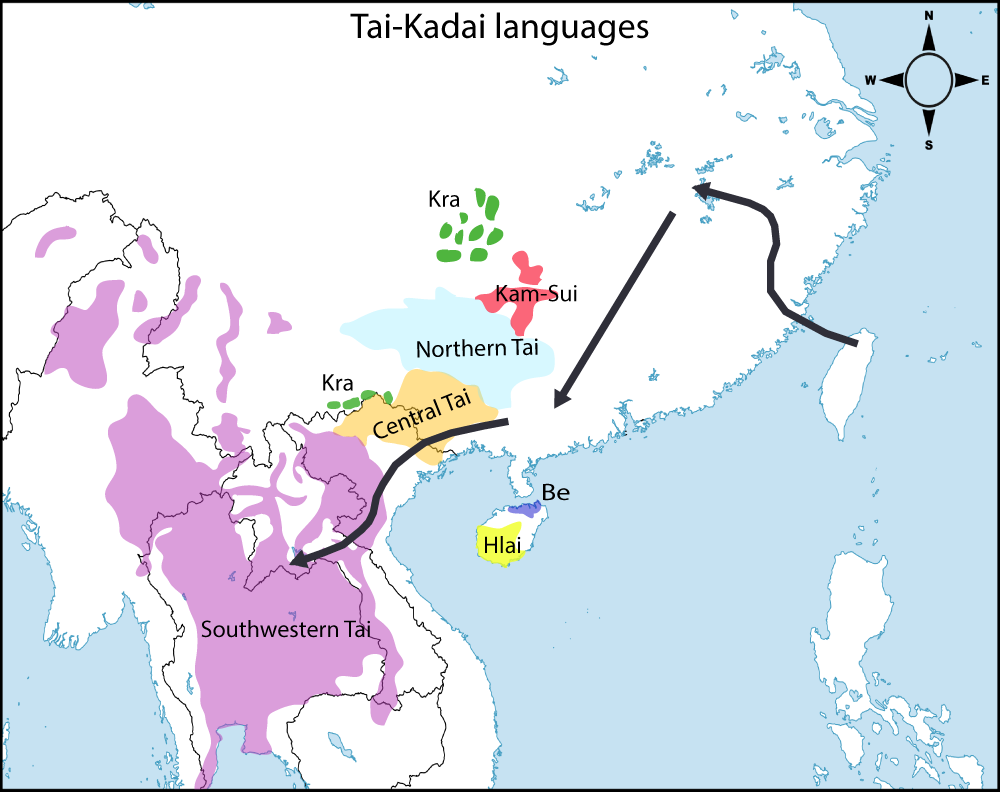
Migracions tai–kadai segons Matthias Gerner a la seva obra Northeast to Southwest Hypothesis.

James R. Chamberlain (2016) proposa que la família lingüística Tai–Kadai (Kra–Dai) té els seus orígens al segle XII a.C., al bell mig de la conca del riu Iang-Tsé, tot coincidint aproximadament amb l'establiment de l'Estat de Chu i l'inici del la dinastia Zhou. La diversitat de llengües kra-dai al sud de la Xina, especialment a Guizhou i Hainan, apunta que va ser, probablement, l'origen d'aquesta família lingüística, els primers parlants de la qual van fundar les nacions que després es van convertir en Tailàndia i Laos en el que hauria estat territori austroasiàtic. Les anàlisis genètiques i lingüístiques mostren una gran homogeneïtat entre les persones que parlen Kra-Dai a Tailàndia.
Tot i que la relació entre les llengües kra-dai i les austronèsiques no és del tot clara, hi ha lingüistes que proposen un ancestre comú per a les dues famílies. Weera Ostapirat (2005 i 2013) estableix una sèrie de correspondències sonores regulars, tot assumint un model d'escisió primària entre totes dues i proposant que serien branques coordinades. D'altra banda, Laurent Sagart (2008) proposa que Kra–Dai és una forma posterior de "FATK", una branca de l'austronesi que pertany al subgrup "Puluqic", originari de Taiwan, els parlants del qual van emigrar al continent, a Guangdong, Hainan i al nord del Vietnam, al voltant de la segona meitat del 3r mil·lenni a.C.. A la seva arribada a aquesta regió, van experimentar un contacte lingüístic amb una població desconeguda, donant lloc a una relexificació parcial del vocabulari FATK. Si la hipòtesi de Sagart que Kra-Dai és un subgrup d'austronesis emigrats de Taiwan i de tornada a les regions costaneres de Guangdong, Guangxi, Hainan i (possiblement) Vietnam és correcta, simplement no haurien tingut un desenvolupament semblant al d'altres llengües austronèsies que van emigrar de Taiwan cap a les Filipines i altres illes del sud-est asiàtic. A més de diverses proves concretes de l'existència de Kra-Dai a l'actual Guangdong, es poden trobar restes de llengües Kra-Dai parlades més al nord en materials d'inscripció desenterrats i en substrats no han en xinès min i Wu.
A principis de la dècada de 1980, Wei Qingwen (韦庆稳), un lingüista zhuang, va proposar que la llengua antiga Yue registrada a la Cançó del Barquer Yue és de fet una llengua ancestral de Zhuang. Wei va utilitzar el xinès antic reconstruït per als caràcters i va descobrir que el vocabulari resultant mostrava una gran semblança amb el Zhuang modern. Més tard, Zhengzhang Shangfang (1991) va seguir la proposta de Wei però va utilitzar l'escriptura tailandesa per a la comparació, ja que aquesta ortografia data del segle XIII i conserva arcaismes que no es troben en la pronunciació moderna. Zhengzhang assenyala que "vespre, nit, fosc" porta el to C a Wuming Zhuang xam C2 i ɣam C2 "nit". L'element raa normalment significa "nosaltres (inclosos)", però en alguns llocs, per exemple, Tai Lue i White Tai, significa "jo". Tanmateix, Laurent Sagart critica la interpretació de Zhengzhang com a anacrònica, perquè per molt arcaica que sigui l'escriptura tailandesa, la llengua tailandesa només es va escriure 2.000 anys després que la cançó s'hagués gravat; fins i tot si el proto-Kam–Tai hagués sorgit al segle VI aC, la seva pronunciació hauria estat substancialment diferent de la tailandesa.

## Llista de les llengües kradai
El nombre de llengües d'un grup està marcat entre parèntesis.
- Llengües hlai (2) 
  - Jiamao (Xina)
  - Hlai (Xina)
- Llengües kra (9) 
  - Llengües bu-rong (1) 
    - Yerong (Xina)

  - Llengües ge-chi (3) 
    - Gelao (Vietnam)
    - Lachi (Vietnam)
    - Lachi Blanc (Vietnam)

  - Llengües yang-biao (5) 
    - Buyang (Xina)
    - Cun (Xina)
    - En (Vietnam)
    - Laqua (Vietnam)
    - Laha (Vietnam)
- Llengües kam-tai (59) 
  - Llengües be-tai (49) 
    - Llengües be (1) 
      - Lingao (Xina)

    - Llengües tai-sek (48) 
      - Llengües sek (1)
        - Saek (Laos)

      - Llengües tai (47)

  - Llengües kam-sui (9) 
    - Ai-cham (Xina)
    - Cao Miao (Xina)
    - Dong del nord (Xina)
    - Dong del sud (Xina)
    - Mak (Xina)
    - Mulam (Xina)
    - Maonan (Xina)
    - Sui (Xina)
    - T'en (Xina)

  - Llengües lakkja (1) 
    - Lakkja (Xina)